# 有機ヨウ素化合物

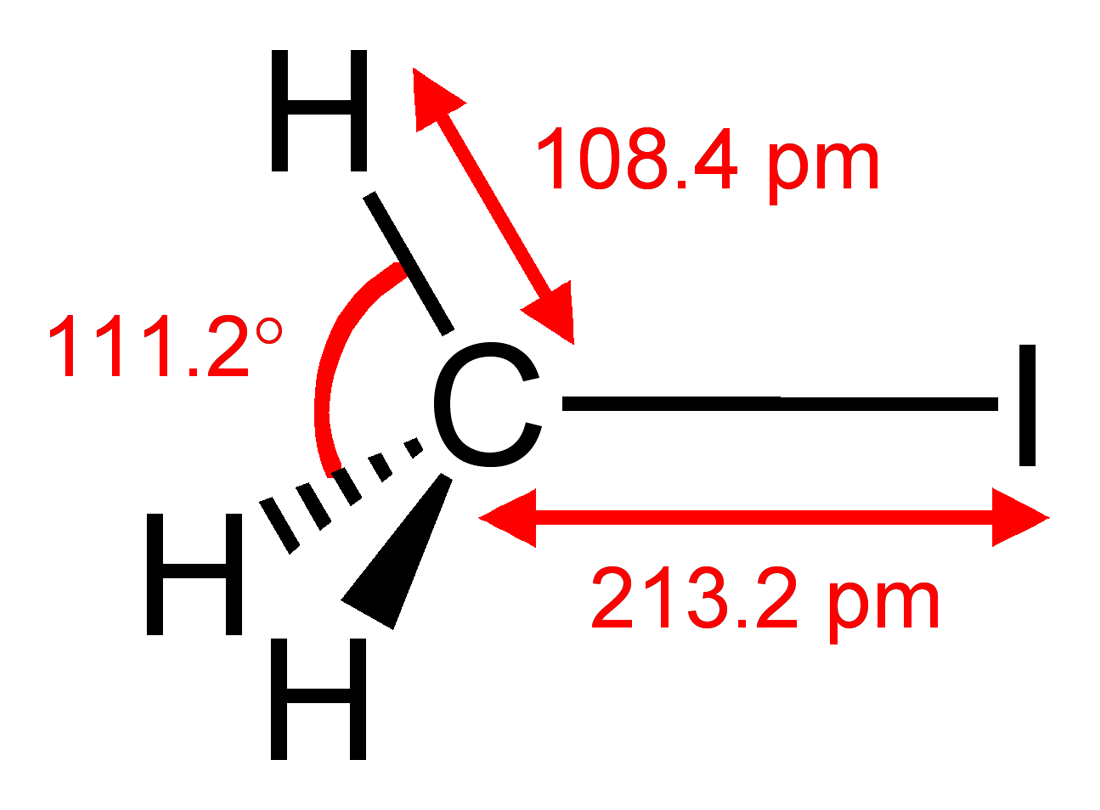
最も単純な有機ヨウ素化合物。ヨードメタン。

有機ヨウ素化合物（ゆうきヨウそかごうぶつ、Organoiodine compound）とは、少なくとも1つ以上の炭素 - ヨウ素結合を持つ有機化合物のことである。有機合成化学では広く用いられるが、自然界で生じることはあまり無い。
C-I結合は他の炭素-ハロゲン結合の中では最も弱い。これはヨウ素が他のハロゲンに比べて電気陰性度が最も小さく、原子半径が最も大きいことによる。CH3X（X=F, Cl, Br, I）を例にすると、それぞれの結合解離エネルギーは115, 83.7, 72.1, および 57.6 kcal/molとなる。これらのことから、他のハロゲン基に比べてヨウ素基は優秀な脱離基であると言える。このほか、有機ヨウ素化合物は密度が大きいことでも知られている。例えば、ジヨードメタンの密度は 3.325 g/cm3である。
ホルモンの一つであるチロキシン（サイロキシン）は、人体に必須な有機ヨウ素化合物である。

## 利用

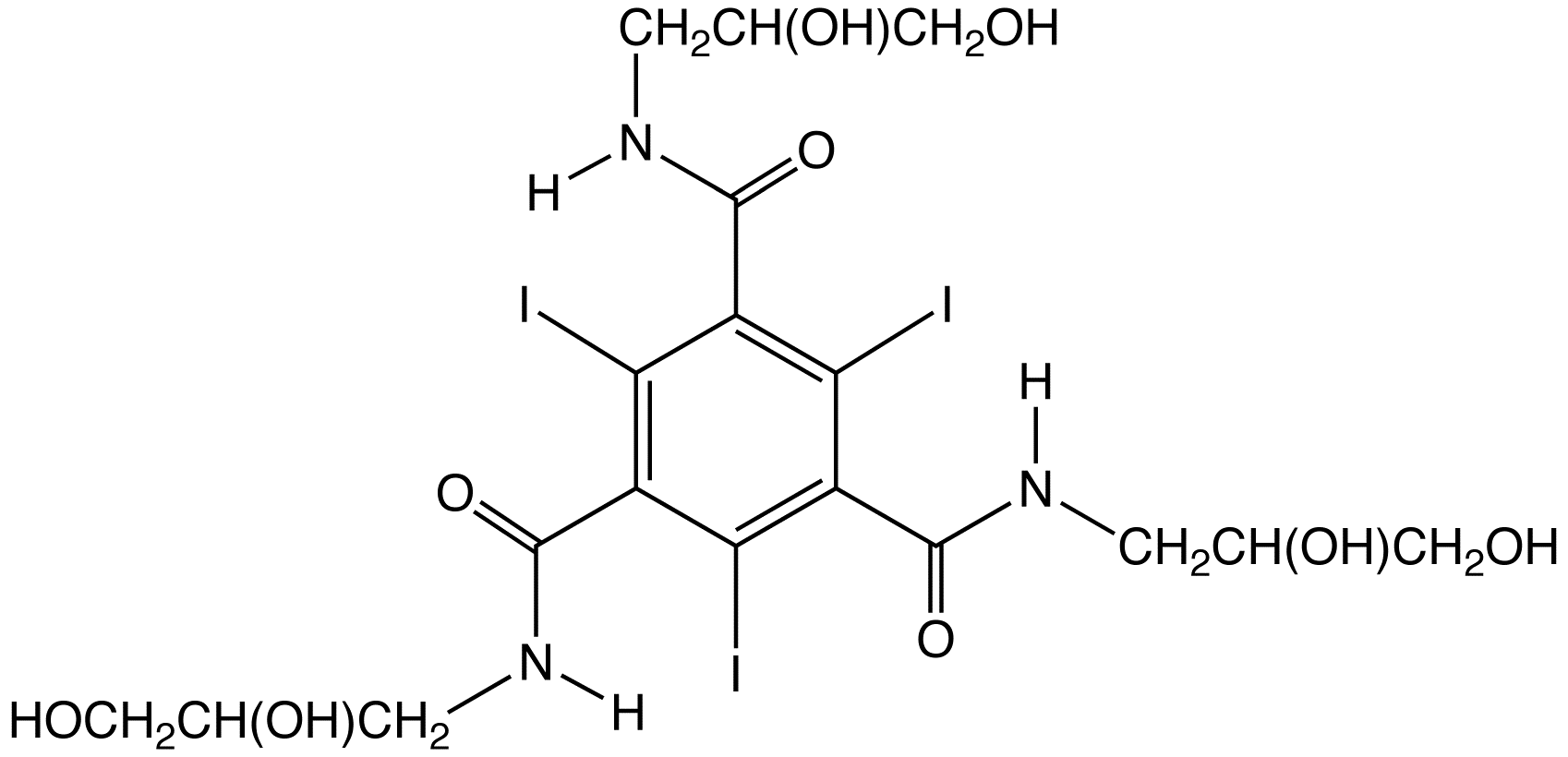
造影剤として使われるイオベルソール。

先述の通り、炭素-ヨウ素結合は脱離が容易であることから、有機化合物の工業的合成法の中間体として用いられている。
ヨードメタン、ヨウ化メチレン、ヨードホルムは、殺菌剤や殺虫剤として使われている。
ポリヨード化合物は、医用画像処理の一つである蛍光透視法において造影剤として使われる。これは、ヨウ素の大きな原子核がX線を吸収するという性質を利用している。市販されているのは、もっぱら1,3,5-トリヨードベンゼンの誘導体であり、その重量の50%はヨウ素である。水に溶けやすいうえに毒性も無く、すぐに排泄されることから、広く使われている。

## C-I結合の合成
有機ヨウ素化合物はさまざまなスキームで合成されるが、位置選択性の度合いや前駆体の性質、目的物に依存する。直接ヨウ素化する方法としては、不飽和化合物とヨウ素の反応が挙げられる。
{\displaystyle {\ce {{RHC=CH2}+ I2 -> RHIC-CIH2}}}
フィンケルシュタイン反応において、ヨウ素イオンは優秀な求核試薬であり、塩素、トシラート、臭素および他の脱離基と置換する。ザンドマイヤー反応では、ジアゾニウム塩を経由してヨウ素の芳香族化合物を合成する。